# Flaux
Flaux ist eine französische Gemeinde mit 338 Einwohnern (Stand: 1. Januar 2022) im Département Gard in der Region Okzitanien. Die Gemeinde gehört zum Arrondissement Nîmes und zum Kanton Uzès. 

## Geografie
Flaux liegt etwa 19 Kilometer westnordwestlich von Avignon. Umgeben wird Flaux von den Nachbargemeinden Saint-Hippolyte-de-Montaigu im Norden und Nordwesten, La Capelle-et-Masmolène im Osten und Nordosten, Castillon-du-Gard im Osten und Südosten, Vers-Pont-du-Gard im Süden sowie Saint-Siffret im Westen. 

## Bevölkerungsentwicklung
| Jahr                       | 1962 | 1968 | 1975 | 1982 | 1990 | 1999 | 2006 | 2017 |
| -------------------------- | ---- | ---- | ---- | ---- | ---- | ---- | ---- | ---- |
| Einwohner                  | 119  | 113  | 134  | 167  | 239  | 261  | 294  | 375  |
| Quellen: Cassini und INSEE |      |      |      |      |      |      |      |      |

## Sehenswürdigkeiten
- Kirche Saint-Pierre